# Длиннопериодная волоконная решётка

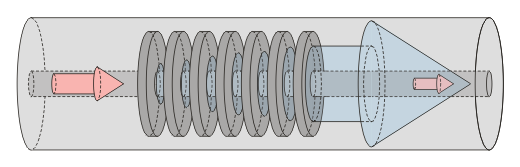

Длиннопериодная волоконная решетка (ДПВР) представляет собой волоконно-оптическую структуру с периодическим изменением свойств вдоль волокна, которое создает условия резонансной связи нескольких однонаправленных мод волокна. Период такой структуры составляет порядка доли миллиметра. В отличие от брэгговских решеток ДПВР связывают моды, распространяющиеся в одном и том же направлении, разница постоянных распространения которых невелика, и поэтому период такой решетки может значительно превышать длину волны излучения, распространяющегося в волокне. В связи с тем, что ДПВР обладают периодом, значительно превышающим длину волны, они достаточно просты в изготовлении. Так как ДПВР связывают однонаправленные моды, их резонансы можно наблюдать только в спектрах пропускания. Прошедший сигнал имеет провалы на длинах волн, соответствующих резонансам с различными модами оболочки (в одномодовом волокне).
В зависимости от симметрии возмущения, на основе которого создана ДПВР, связь может реализовываться между модами различных симметрий. Так, цилиндрически симметричные решетки осуществляют связь между симметричными LP0m модами волокна. Микроизгибные решетки, антисимметричные относительно оси волокна, создают резонанс между модой сердцевины и асимметричными LP1m модами сердцевины и оболочки.
Разработаны различные решетки со сложными структурами: решетки, состоящие из нескольких ДПВР; ДПВР со сверхструктурами; чирпированные решетки и решетки с аподизацией. На основе ДПВР созданы устройства различных типов: фильтры, датчики, компенсаторы волоконной дисперсии и другие.